# 黑色吉他
《黑色吉他》（英語：Black Guitar） 是台灣歌手蕭煌奇個人第二張錄音室專輯，首張台語專輯，於2004年12月24日正式發行，一共收錄十一首歌曲。其中收錄的〈阿嬤的話〉被視為蕭煌奇的代表作，該歌曲是蕭煌奇思念祖母之作，蕭煌奇是由祖母帶大，然而其祖母在他於1996年參與1996年夏季帕拉林匹克運動會柔道項目時逝世，蕭煌奇不及見她最後一面，便促使他創作此歌曲紀念祖母。

## 曲目
CD
| 曲序     | 曲目           |               | 作曲     | 编曲             | 备注                 | 时长  |
| -------- | -------------- | ------------- | -------- | ---------------- | -------------------- | ----- |
| 1.       | 天若光         | 蕭煌奇        | 蕭煌奇   | 胡官宏           |                      | 4:30  |
| 2.       | 黑色吉他       | 蕭煌奇        | 蕭煌奇   | 露西戴蒙音樂製作 |                      | 4:27  |
| 3.       | 心情像風箏     | 蕭煌奇        | 蕭煌奇   | 胡官宏           |                      | 5:03  |
| 4.       | 夢中的白雪公主 | 蕭煌奇        | 蕭煌奇   | 露西戴蒙音樂製作 |                      | 4:46  |
| 5.       | 一定要成功     | 蕭煌奇        | 蕭煌奇   | 露西戴蒙音樂製作 |                      | 4:37  |
| 6.       | 情亂舞         | 蕭煌奇 陳莉莉 | 蕭煌奇   | 胡官宏           | 作詞：蕭煌奇、陳莉莉 | 3:42  |
| 7.       | 愛情雨         | 蕭煌奇 陳莉莉 | 蕭煌奇   | 胡官宏           | 作詞：蕭煌奇、陳莉莉 | 4:25  |
| 8.       | 阿嬤的話       | 蕭煌奇        | 蕭煌奇   | 胡官宏           |                      | 4:44  |
| 9.       | 阮家那兩個囝仔 | 蕭煌奇        | 蕭煌奇   | 露西戴蒙音樂製作 |                      | 5:29  |
| 10.      | 阿美仔         | 蕭煌奇        | 蕭煌奇   | 露西戴蒙音樂製作 |                      | 6:03  |
| 11.      | 走自己的路     | 蕭煌奇        | 蕭煌奇   | 露西戴蒙音樂製作 |                      | 5:41  |
| 总时长： | 总时长：       | 总时长：      | 总时长： | 总时长：         | 总时长：             | 53:27 |

## 唱片版本
| 《黑色吉他》 發行日期：2004年12月24日。 發行：喜瑪拉雅唱片。 | 《黑色吉他》(感恩慶功版) 發行日期：2006年12月1日。 發行：禾廣唱片。 追加收錄蕭煌奇照片集。 |

## 相關獲獎
2005年
- 金曲獎「最佳台語男演唱人獎」《黑色吉他》 - 入圍
- 金曲獎「最佳台語流行音樂演唱專輯獎」《黑色吉他》 - 入圍